# Fuerza Ciudadana (México)
El Partido Fuerza Ciudadana era un partido político mexicano que tuvo registro legal entre 2002 y 2003, sus postulados no cabían dentro de la tradicional política de izquierda o derecha.
El Partido Fuerza Ciudadana participó en las elecciones de 2003 en el cual no alcanzó obtener el 2% mínimo de votos para mantener el registro, por ello lo pierde y desaparece como partido político. El único estado donde obtuvo triunfos fue en Sonora, donde obtuvo algunas Presidencias Municipales.